# Quebrada i corte

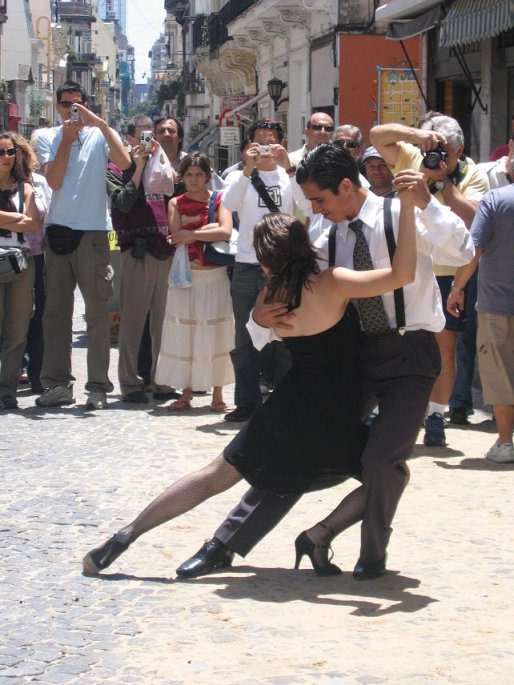
Jedna z quebrad

Quebrada i Corte – jedne z najbardziej charakterystycznych figur tanga argentyńskiego. Quebrada to nieoczekiwany lub gwałtowny skręt ciała. Quaebrada i corte miały początek w pewnych tańcach afrykańskich, w których gwałtownie zmieniano lub zatrzymywano ruch ciała. 
Termin ma też obecnie (2009) znaczenie tańczenia tanga argentyńskiego z różnymi, często reżyserowanymi, figurami takimi jak gancho, amague, boleo, barrida. Podczas gdy taniec bez corte jest tangiem z małą ilością figur. 
Figura quebrar jest wspomniana w wielu piosenkach tanga, m.in. w niezwykle popularnym tangu Asi Se Baila el Tango ze złotego okresu tanga (Tak się tańczy tango) śpiewanym przez Alberto Castillo z orkiestrą Ricardo Tanturi.